# Futbol'nyj Klub Volgar'-Gazprom 2011-2012
Questa voce raccoglie le informazioni riguardanti il Futbol'nyj Klub Volgar'-Gazprom nelle competizioni ufficiali della stagione 2011-2012.

## Stagione
La squadra terminò la stagione al quattordicesimo posto. Fu l'ultimo anno col nome Volgar'-Gazprom: dalla stagione successiva la squadra fu nota col nome Volgar'-Gazprom.

## Rosa
| N. |                     | Ruolo | Calciatore         |
| -- | ------------------- | ----- | ------------------ |
| -  | Russia (bandiera)   | P     | Maksim Kabanov     |
| -  | Russia (bandiera)   | P     | Mikhail Komarov    |
| -  | Russia (bandiera)   | D     | Roman Loktionov    |
| -  | Russia (bandiera)   | D     | Nikolay Samoilov   |
| -  | Slovenia (bandiera) | D     | Andrej Pecnik      |
| -  | Russia (bandiera)   | D     | Kirill Marushchak  |
| -  | Russia (bandiera)   | D     | Vladimir Ponomarev |
| -  | Russia (bandiera)   | C     | Evgeniy Pesegov    |
| -  | Russia (bandiera)   | C     | Alan Chochiev      |
| -  | Russia (bandiera)   | C     | Zachar Dubenskij   |

| N. |                   | Ruolo | Calciatore                     |
| -- | ----------------- | ----- | ------------------------------ |
| -  | Russia (bandiera) | C     | Andrey Perov                   |
| -  | Russia (bandiera) | C     | Vitali Chochiev                |
| -  | Russia (bandiera) | C     | Aleksey Kolomiychenko          |
| -  | Russia (bandiera) | C     | Maksim Volkov                  |
| -  | Russia (bandiera) | C     | Nikolay Nesterenko             |
| -  | Russia (bandiera) | A     | Aleksandr Valer'evič Antipenko |
| -  | Russia (bandiera) | A     | Vyacheslav Krotov              |
| -  | Russia (bandiera) | A     | Stanislav Vladimirovič Matjaš  |
| -  | Russia (bandiera) | A     | Andrey Myazin                  |
| -  | Russia (bandiera) | A     | Roman Sergéevič Tuzóvskij      |

## Risultati

### Campionato

#### Prima fase
| Nižnij Novgorod 4 aprile 2011, ore 17:00 1ª giornata | Nižnij Novgorod | 2 – 1 referto | Volgar'-Gazprom | (2 000 spett.) |

| Chimki 7 aprile 2011, ore 13:00 2ª giornata | Torpedo Vladimir | 2 – 0 referto | Volgar'-Gazprom | Stadio Novye Chimki (400 spett.) |

| Astrachan' 15 aprile 2011, ore 19:00 3ª giornata | Volgar'-Gazprom | 1 – 0 referto | Sibir' | Stadio Centrale (6 000 spett.) |

| Astrachan' 18 aprile 2011, ore 18:30 4ª giornata | Volgar'-Gazprom | 1 – 0 referto | Enisej | Stadio Centrale (4 500 spett.) |

| Brjansk 25 aprile 2011, ore 19:00 5ª giornata | Dinamo Brjansk | 0 – 0 referto | Volgar'-Gazprom | (8 300 spett.) |

| Jaroslavl' 28 aprile 2011, ore 18:30 6ª giornata | Šinnik | 3 – 0 referto | Volgar'-Gazprom | Stadio Šinnik (3 800 spett.) |

| Astrachan' 4 maggio 2011, ore 18:30 7ª giornata | Volgar'-Gazprom | 1 – 3 referto | Gazovik Orenburg | Stadio Centrale (4 000 spett.) |

| Astrachan' 7 maggio 2011, ore 18:30 8ª giornata | Volgar'-Gazprom | 0 – 3 referto | Ural | Stadio Centrale (3 000 spett.) |

| Novorossijsk 15 maggio 2011, ore 16:00 9ª giornata | Černomorec Novorossijsk | 3 – 0 referto | Volgar'-Gazprom | Stadio Centrale (7 000 spett.) |

| Soči 18 maggio 2011, ore 19:00 10ª giornata | Žemčužina-Soči | 1 – 0 referto | Volgar'-Gazprom | Stadio olimpico Fišt (5 800 spett.) |

| Astrachan' 24 maggio 2011, ore 19:00 11ª giornata | Volgar'-Gazprom | 2 – 0 referto | Fakel Voronež | Stadio Centrale (3 500 spett.) |

| Astrachan' 27 maggio 2011, ore 19:00 12ª giornata | Volgar'-Gazprom | 1 – 0 referto | Chimki | Stadio Centrale (3 000 spett.) |

| Mosca 4 giugno 2011, ore 16:00 13ª giornata | Torpedo Mosca | 0 – 0 referto | Volgar'-Gazprom | Stadio Ėduard Strel'cov (6 000 spett.) |

| Kaliningrad 7 giugno 2011, ore 19:00 14ª giornata | Baltika | 1 – 0 referto | Volgar'-Gazprom | Stadio Baltika (3 500 spett.) |

| Vladivostok 14 giugno 2011, ore 19:00 15ª giornata | Luč-Ėnergija | 0 – 1 referto | Volgar'-Gazprom | Stadio Dinamo (2 800 spett.) |

| Chabarovsk 17 giugno 2011, ore 19:00 16ª giornata | SKA-Ėnergija | 1 – 1 referto | Volgar'-Gazprom | Stadio Lenin (5 000 spett.) |

| Astrachan' 24 giugno 2011, ore 19:00 17ª giornata | Volgar'-Gazprom | 0 – 2 referto | KAMAZ | Stadio Centrale (2 500 spett.) |

| Astrachan' 27 giugno 2011, ore 19:00 18ª giornata | Volgar'-Gazprom | 0 – 1 referto | Mordovija | Stadio Centrale (2 000 spett.) |

| Astrachan' 11 luglio 2011, ore 19:00 19ª giornata | Volgar'-Gazprom | 3 – 0 referto | Alanija Vladikavkaz | Stadio Centrale (3 500 spett.) |

| Astrachan' 9 agosto 2011, ore 19:00 20ª giornata | Volgar'-Gazprom | 0 – 3 referto | Nižnij Novgorod | Stadio Centrale (5 300 spett.) |

| Astrachan' 12 agosto 2011, ore 19:00 21ª giornata | Volgar'-Gazprom | 3 – 1 referto | Torpedo Vladimir | Stadio Centrale (3 200 spett.) |

| Novosibirsk 19 agosto 2011, ore 19:00 22ª giornata | Sibir' | 5 – 1 referto | Volgar'-Gazprom | Spartak Stadium (4 500 spett.) |

| Krasnojarsk 22 agosto 2011, ore 19:00 23ª giornata | Enisej | 0 – 0 referto | Volgar'-Gazprom | Stadio Centrale (7 000 spett.) |

| Astrachan' 29 agosto 2011, ore 19:00 24ª giornata | Volgar'-Gazprom | 1 – 5 referto | Dinamo Brjansk | Stadio Centrale (3 000 spett.) |

| Astrachan' 1º settembre 2011, ore 19:00 25ª giornata | Volgar'-Gazprom | 1 – 1 referto | Šinnik | Stadio Centrale (2 800 spett.) |

| Vladikavkaz 6 settembre 2011, ore 19:00 26ª giornata | Alanija Vladikavkaz | 2 – 0 referto | Volgar'-Gazprom | Respublikanskij stadion Spartak (12 000 spett.) |

| Orenburg 12 settembre 2011, ore 18:00 27ª giornata | Gazovik Orenburg | 1 – 3 referto | Volgar'-Gazprom | Stadio Gazovik (2 000 spett.) |

| Ekaterinburg 15 settembre 2011, ore 19:30 28ª giornata | Ural | 0 – 0 referto | Volgar'-Gazprom | Stadio Centrale (5 000 spett.) |

| Astrachan' 28 settembre 2011, ore 18:00 29ª giornata | Volgar'-Gazprom | 2 – 2 referto | Černomorec Novorossijsk | Stadio Centrale (2 100 spett.) |

| Astrachan' 25 settembre 2011, ore 12:00 30ª giornata | Volgar'-Gazprom | 3 – 0 referto | Žemčužina-Soči | (6 500 spett.) |

| Voronež 3 ottobre 2011, ore 17:45 31ª giornata | Fakel Voronež | 0 – 1 referto | Volgar'-Gazprom | Stadio Centrale (5 000 spett.) |

| Chimki 6 ottobre 2011, ore 19:00 32ª giornata | Chimki | 1 – 1 referto | Volgar'-Gazprom | Stadio Rodina (700 spett.) |

| Astrachan' 14 ottobre 2011, ore 18:00 33ª giornata | Volgar'-Gazprom | 0 – 0 referto | Torpedo Mosca | Stadio Centrale (3 000 spett.) |

| Astrachan' 17 ottobre 2011, ore 18:00 34ª giornata | Volgar'-Gazprom | 2 – 2 referto | Baltika | Stadio Centrale (2 000 spett.) |

| Astrachan' 24 ottobre 2011, ore 18:00 35ª giornata | Volgar'-Gazprom | 0 – 0 referto | Luč-Ėnergija | Stadio Centrale (1 500 spett.) |

| Astrachan' 27 ottobre 2011, ore 18:00 36ª giornata | Volgar'-Gazprom | 2 – 0 referto | SKA-Ėnergija | Stadio Centrale (1 500 spett.) |

| Naberežnye Čelny 4 novembre 2011, ore 15:00 37ª giornata | KAMAZ | 1 – 0 referto | Volgar'-Gazprom | Stadio KAMAZ (2 000 spett.) |

| Saransk 7 novembre 2011, ore 18:00 38ª giornata | Mordovija | 3 – 4 referto | Volgar'-Gazprom | Start Stadion (4 000 spett.) |

#### Seconda fase
| Krasnojarsk 26 marzo 2012, ore 15:00 1ª giornata | Enisej | 2 – 1 referto | Volgar' Astrachan' | Stadio Centrale (4 500 spett.) |

| Astrachan' 7 aprile 2012, ore 16:00 3ª giornata | Volgar' Astrachan' | 2 – 1 referto | Fakel Voronež | Stadio Centrale (5 000 spett.) |

| Chabarovsk 13 aprile 2012, ore 19:00 4ª giornata | SKA-Ėnergija | 0 – 1 referto | Volgar' Astrachan' | Stadio Lenin (4 000 spett.) |

| Astrachan' 20 aprile 2012, ore 18:00 5ª giornata | Volgar' Astrachan' | 0 – 1 referto | Baltika | Stadio Centrale (4 000 spett.) |

| Novorossijsk 26 aprile 2012, ore 18:00 6ª giornata | Černomorec Novorossijsk | 0 – 0 referto | Volgar' Astrachan' | Stadio Centrale (7 000 spett.) |

| Astrachan' 2 maggio 2012, ore 18:00 7ª giornata | Volgar' Astrachan' | 3 – 1 referto | Torpedo Vladimir | Stadio Centrale (1 500 spett.) |

| Orenburg 8 maggio 2012, ore 17:00 8ª giornata | Gazovik Orenburg | 1 – 0 referto | Volgar' Astrachan' | Stadio Gazovik |

| Astrachan' 15 maggio 2012, ore 19:30 9ª giornata | Volgar' Astrachan' | 1 – 1 referto | KAMAZ | Stadio Centrale (2 000 spett.) |

| Vladivostok 21 maggio 2012, ore 12:00 10ª giornata | Luč-Ėnergija | 0 – 0 referto | Volgar' Astrachan' | Stadio Dinamo (2 700 spett.) |

| Astrachan' 27 maggio 2012, ore 18:00 12ª giornata | Volgar' Astrachan' | 0 – 1 referto | Chimki | Stadio Centrale (2 800 spett.) |

### Coppa di Russia
| Arbitro: | Vyacheslav Kharlamov |

|  |           |                   |
|  | Marcatori | 85’ Andrej Pecnik |

| Arbitro: | Aleksandr Egorov |

|                   |           |  |
| Alan Chochiev 88’ | Marcatori |  |

| Arbitro: | Vyacheslav Popov |

|                                             |           |  |
| Aleksandr Abroskin 26’ Andrey Akopyants 65’ | Marcatori |  |